# Emma Foy
Emma Foy (* 6. April 1989 in Dargaville) ist eine neuseeländische Paracyclerin. Die sehbehinderte Sportlerin startet in der Klasse B und wurde mehrfach Weltmeisterin.

## Sportliche Laufbahn
Emma Foy ist eine Maori und gehört zum Volksstamm (Iwi) der Ngāpuhi. Sie leidet unter okulokutanem Albinismus und ist daher sehbehindert. Von Kindheit an übte sie mehrere Sportarten aus, darunter Karate und Leichtathletik. 2013 nahm sie an einem Talentfindungscamp für Paracycler des neuseeländischen Radsportverbandes teil und wurde in das Leistungsprogramm des Verbandes aufgenommen.
Wenige Monate später startete Foy bei den Paracycling-Straßenweltmeisterschaften 2013 teil und errang gemeinsam mit ihrer Pilotin Gabrielle Vermunt die Bronzemedaille im Zeitfahren. Von 2014 bis 2016 fuhr Foy hinter Laura Thompson. Die beiden Fahrerinnen gewannen gemeinsam zahlreiche Medaillen bei Bahn- und Straßenweltmeisterschaften und stellten bei den Bahnweltmeisterschaften 2014 in der 3000-Meter-Verfolgung mit 3:23,328 einen neuen Weltrekord auf. Bei den Sommer-Paralympics 2016 gewannen Foy und Thompson zwei Medaillen: Silber in der Verfolgung auf der Bahn und Bronze im Straßenrennen. Nach den Spielen in Rio de Janeiro legte Foy eine Pause im Leistungsradsport ein.
2019 kehrte Emma Foy in den Sport zurück und fährt seitdem mit Hannah van Kampen als ihrer Pilotin. 2019 sowie 2020 gewann das Duo gemeinsam den Titel in der Einerverfolgung sowie Bronze im 1000-Meter-Zeitfahren. Im November 2019 stellten Foy und van Kampen bei einem C1-Rennen in Cambridge mit 3:22,088 Minuten einen weiteren Weltrekord in der Verfolgung über 3000 Meter auf.

## Ehrungen
2014 erhielt Emma Foy einen Trillian Trust Māori Sports Award als Disabled Māori Sports Person of the Year. 2019 wurden sie und Hannah van Kampen mit dem Supreme Award der Organisation Blind Sport in New Zealand ausgezeichnet.

## Erfolge

### Bahn
2014
- Weltmeisterin – Verfolgung (hinter Laura Thompson)
- Weltmeisterschaft – Sprint (hinter Laura Thompson)

2015
- Weltmeisterin – Verfolgung (hinter Laura Thompson)
- Weltmeisterschaft – 1000-Meter-Zeitfahren (hinter Laura Thompson)

2016
- Sommer-Paralympics – Verfolgung (hinter Laura Thompson)
- Weltmeisterin – Verfolgung (hinter Laura Thompson)

2019
- Weltmeisterin – Verfolgung (hinter Hannah van Kampen)
- Weltmeisterschaft – 1000-Meter-Zeitfahren (hinter Hannah van Kampen)

2020
- Weltmeisterin – Verfolgung (hinter Hannah van Kampen)
- Weltmeisterschaft – 1000-Meter-Zeitfahren (hinter Hannah van Kampen)

### Straße
2013
- Weltmeisterschaft – Zeitfahren (mit Gabrielle Vermunt)

2014
- Weltmeisterschaft – Zeitfahren (mit Laura Thompson)

2015
- Weltmeisterschaft – Zeitfahren, Straßenrennen (mit Laura Thompson)

2016
- Sommer-Paralympics – Straßenrennen (mit Laura Thompson)

2019
- Weltmeisterin – Straßenrennen (mit Hannah van Kampen)
- Weltmeisterschaft – Zeitfahren (mit Hannah van Kampen)